# Капуто, Кит
Кит Капуто (англ. Keith Caputo; род. 4 декабря 1973 года) — американский певец, наиболее известный как солист и один из основателей нью-йоркской рок-группы Life of Agony.

## Карьера
В 1989 году Капуто совместно с гитаристом Джои Зет (англ. Joey Z) и басистом Аланом Робертом (англ. Alan Robert) основали группу Life of Agony. Вскоре после этого в группу пришёл барабанщик Сал Абрускато (англ. Sal Abruscato). В 1993 году, после подписания контракта с Roadrunner Records они дебютировали с альбомом River Runs Red. В 1997 году, вскоре после выхода третьего альбома группы, Капуто заявил, что у неё пропал интерес к тому типу музыки, которую они исполняли и покинула группу.
После этого Капуто основал группу Absolute Bloom, но группа распалась в июле 1998 года. Позже Капуто помог воссоздать бразильскую группу Freax. Они создали одноимённый альбом в 2003 году. Но группа распалась более десяти лет назад.
Капуто также много работал над сольной карьерой в 1990-х годах, выпустив два студийных альбома. Оригинальный состав Life of Agony воссоединился для двух концертах в Irving Plaza в Нью-Йорке 3 и 4 января 2003 года. Воссоединение привело к ещё нескольким шоу и выступлениям на европейских фестивалях, а также записи альбома Broken Valley (2005), первого нового материала группы с 1997 года.
В 2003 году Капуто создал группу, состоящую из нью-йоркских музыкантов: басиста Майка Шоу (англ. Mike Shaw) и гитариста Дэна Платта (англ. Dan Platt), а также голландских музыкантов Йохема Ван Ройена (англ. Jochem Van Rooijen) (ударные) и Джека Пистерса (англ. Jack Pisters) (ведущие гитары), которые гастролировали и записывали материал, ставший альбомом Live Monsters (2004).
В 2005 году Капуто записал вокал для песни «Tired N 'Lonely» в альбоме Roadrunner United: All-Star Sessions.
1 мая 2006 года Капуто выпустил свой третий сольный альбом Hearts Blood on Your Dawn, который продавался только на её живых концертах, через её веб-сайт и в iTunes Store.
В 2007 году Капуто записал четвёртый сольный альбом A Fondness for Hometown Scars, который включает в себя, помимо прочего, выступление Фли (из Red Hot Chili Peppers) на трубе. В 2008 году она гастролировала в поддержку этого альбома с группой, состоящей из голландских музыкантов. Альбом был выпущен в Европе в апреле 2008 года голландским лейблом Suburban Records. Капуто участвовала в качестве приглашённого вокалиста в голландской группе Within Temptation в треках «What Have You Done», и «The Heart of Everything».
В 2011 году Капуто создала проект с Райаном Олдкастлом и Майклом Шоу под названием The Neptune Darlings, а 15 сентября 2011 года выпустила альбом под названием Chestnuts & Fireflies. Стиль этого компакт-диска был назван журналом The Advocate «гик-рок».

## Личная жизнь
В июле 2011 года Капуто сделала каминг-аут как трансгендерная женщина. Некоторое время её официальное имя было Кейт Мина Капуто. «Когда я была Кейтом, я, конечно, не позволяла себе быть таким же ранимым, как сейчас», — сказала Капуто в интервью 2016 года, которое появилось на музыкальном веб-сайте No Echo. «Я, черт возьми, транс, смиритесь с этим! У меня больше нет той маскулинности и мужественности. Это трансформация, о которой я мечтала всю свою жизнь».
В 2024 году объявил об обратном переходе.

## Галерея

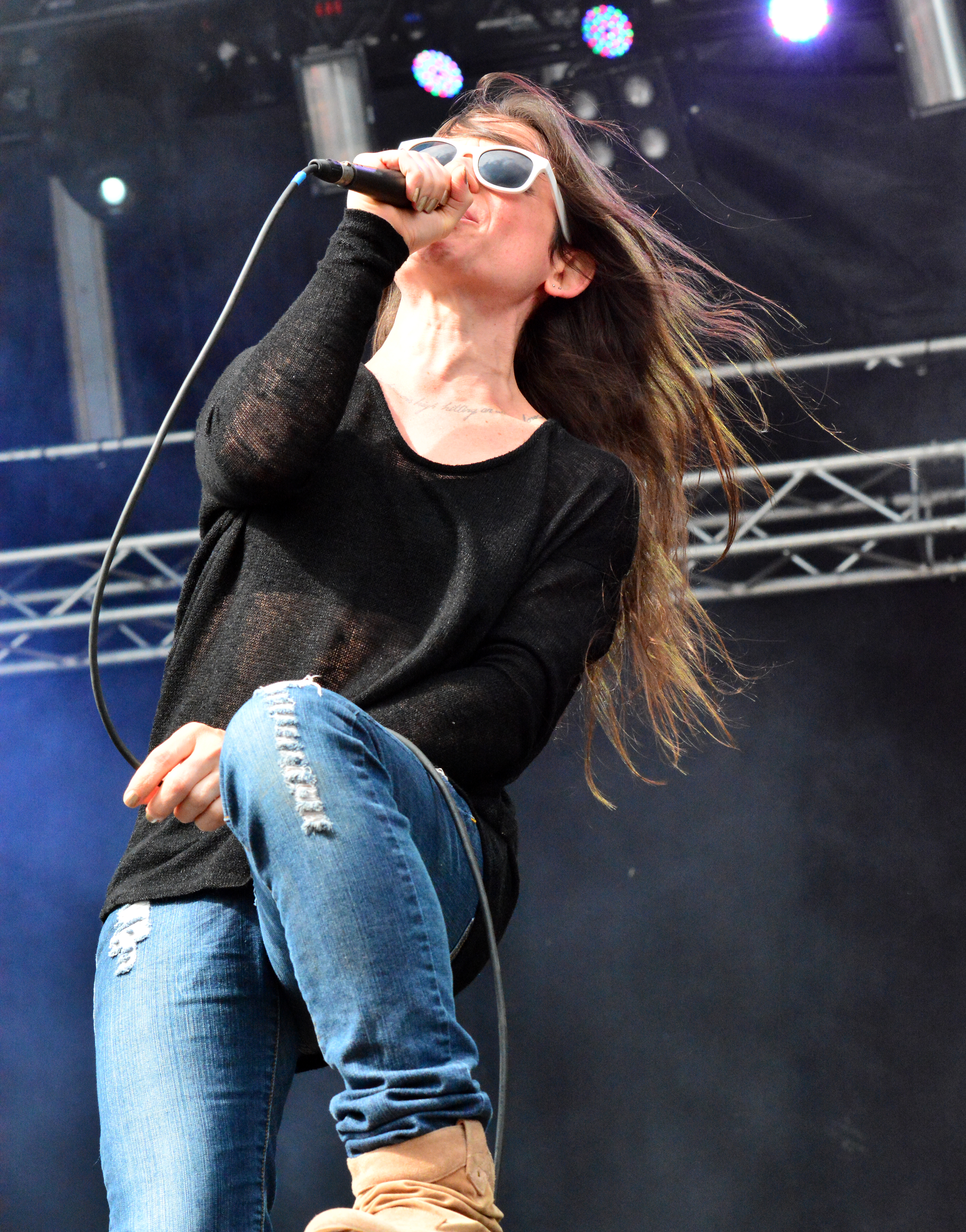
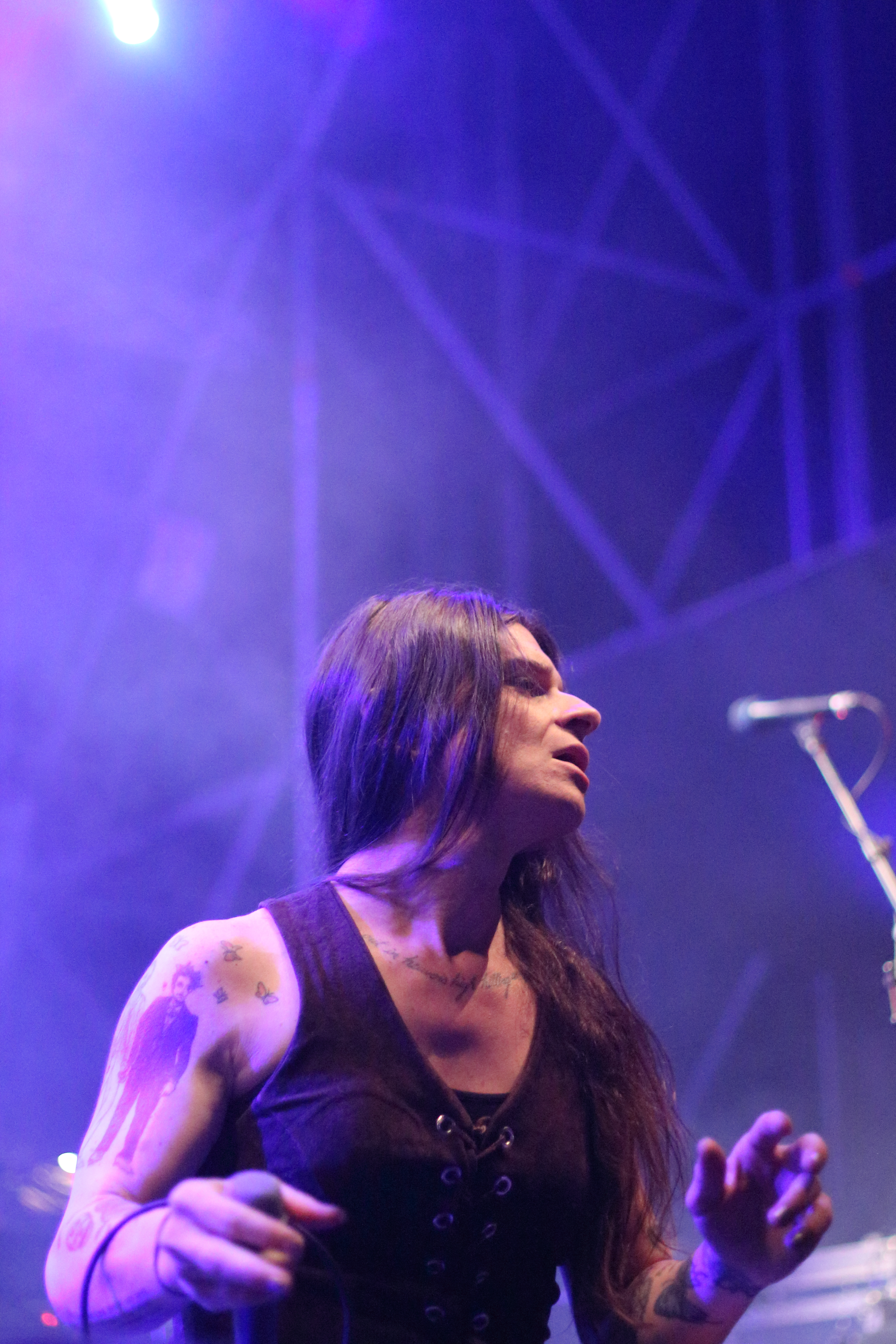
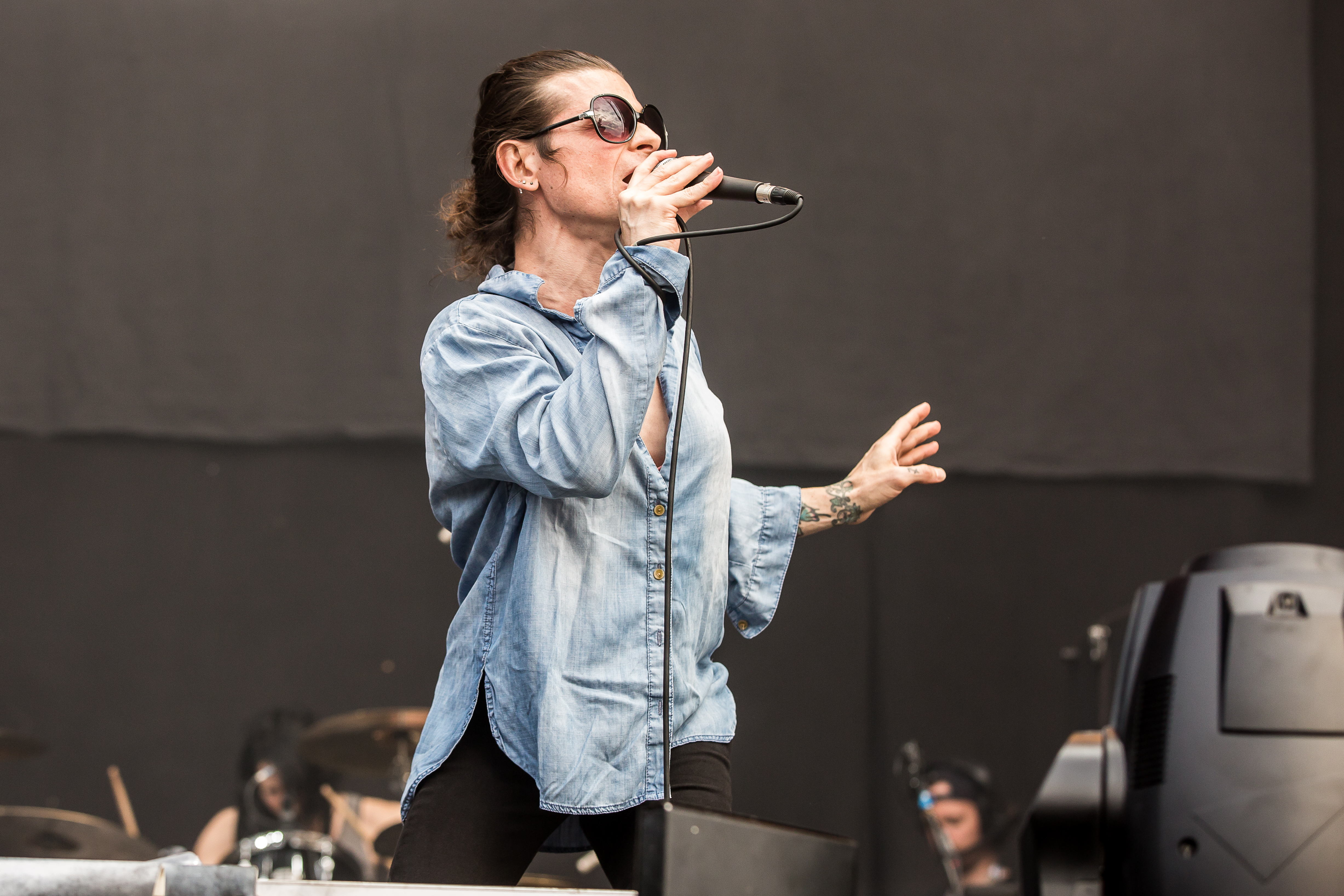
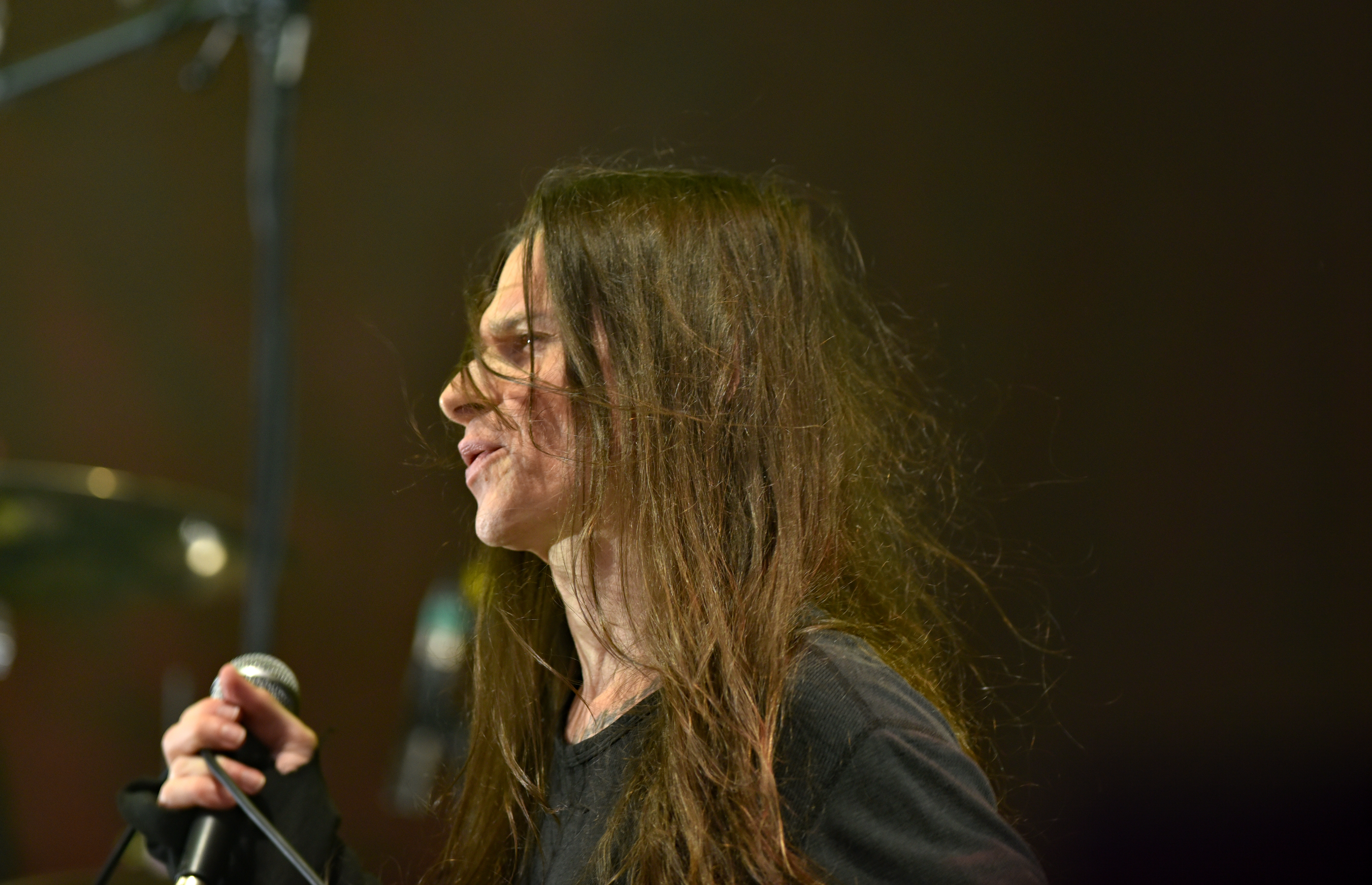
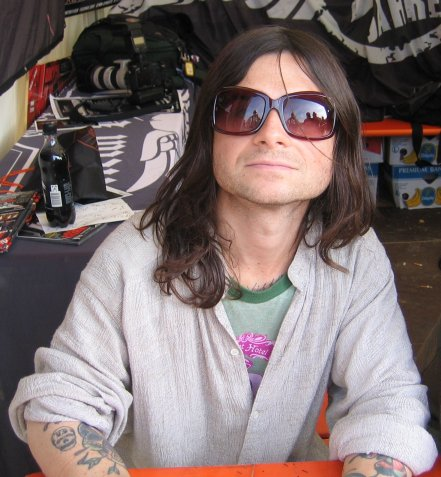

## Дискография

### С Life of Agony

#### Альбомы
- River Runs Red (1993)
- Ugly (1995)
- Soul Searching Sun (1997)
- 1989-1999 (1999)
- Unplugged at the Lowlands Festival '97 (2000)
- The Best of Life of Agony (2003)
- River Runs Again: Live (CD/DVD) (2003) (Live)
- Broken Valley (2005)
- A Place Where There Is No More Pain (2017)

### С Absolute Bloom

#### Альбомы
- Demo (1998)

### Как сольный артист

#### Альбомы
- Died Laughing (1999/2000)
- Died Laughing Pure (2000) (acoustic versions)
- Perfect Little Monsters (2003)
- Live Monsters (2004) (Live performances)
- Heart’s Blood On Your Dawn (2006)
- A Fondness For Hometown Scars (2008)
- Dass-Berdache / Essential Rarities and Demo Cuts (2008)
- Cheat (EP) (2009)
- As Much Truth as One Can Bear (2013)
- Love Hard (2016)

#### Синглы
- «Selfish» (1999)
- «New York City» (2000)
- «Why» (2001)

### С Freax

#### Альбомы
- Freax (2002)

### С The Neptune Darlings

#### Альбомы
- Album Chestnuts & Fireflies (2011)

### Гостевые выступления
- «Free Speech (Will Cost You)» (с Both Worlds) (1998)
- «Red Ball In Blue Sky» (с Edenbridge) (2003)
- «Tired 'n Lonely» — Roadrunner United (Вокал и пианино) (2005)
- «What Have You Done» & Blue Eyes (с Within Temptation) (2007)
- Дополнительный вокал в дебютном альбоме A Pale Horse Named Death's, And Hell Will Follow Me, в проекте Сала Абрускато
- «IDA» (с Gator Bait Ten) (вокал) (2014), проект Science Slam Sonic Explorers